# UFC 129

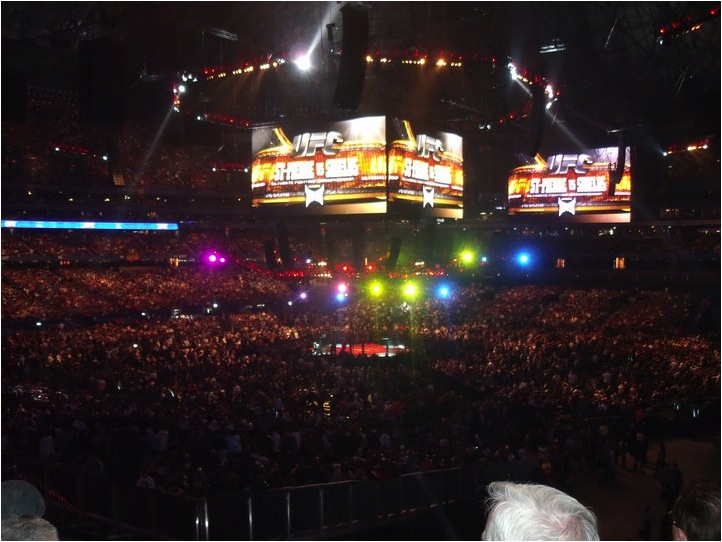
UFC 129の会場の様子

UFC 129: St-Pierre vs. Shields（ユーエフシー・ワントゥエンティナイン：サンピエール・バーサス・シールズ）は、アメリカ合衆国の総合格闘技団体「UFC」の大会の一つ。2011年4月30日、カナダ・オンタリオ州トロントのロジャーズ・センターで開催された。
UFC史上最大規模の大会となった。

## 大会概要
カナダでの開催ということでカナダ出身の選手が多く出場した。メインイベントではカナダ出身のUFC世界ウェルター級王者ジョルジュ・サンピエールとStrikeforce世界ミドル級王者ジェイク・シールズとのタイトルマッチが開催された。また、カナダ出身のマーク・ホーミニックとUFC世界フェザー級王者ジョゼ・アルドのタイトルマッチが開催された。
元WEC世界ライト級王者ベン・ヘンダーソンがUFCデビュー。

## 試合結果

### プレリミナリィカード
第1試合 フェザー級ワンマッチ 5分3R
○  パブロ・ガーザ vs.  イーブス・ジャボウィン
1R 4:01 フライング・トライアングル
第2試合 ライト級ワンマッチ 5分3R
○  ジョン・マクデッシ vs.  カイル・ワトソン ×
3R 4:45 KO（左バックハンドブロー）
第3試合 ミドル級ワンマッチ 5分3R
○  ライアン・ジェンセン vs.  ジェイソン・マクドナルド ×
1R 1:37 三角絞め
第4試合 バンタム級ワンマッチ 5分3R
○  アイヴァン・メンジバー vs.  チャーリー・ヴァレンシア ×
1R 1:30 TKO（肘打ち→パウンド）
第5試合 ウェルター級ワンマッチ 5分3R
○  クロード・パトリック vs.  ダニエル・ロバーツ ×
3R終了 判定3-0（29-28、29-28、29-28）

### Spike中継カード
第6試合 ウェルター級ワンマッチ 5分3R
○  ジェイク・エレンバーガー vs.  ショーン・ピアソン ×
1R 2:42 KO（左フック）
第7試合 ウェルター級ワンマッチ 5分3R
○  ローリー・マクドナルド vs.  ネイト・ディアス ×
3R終了 判定3-0（30-26、30-27、30-26）

### メインカード
第8試合 ライト級ワンマッチ 5分3R
○  ベン・ヘンダーソン vs.  マーク・ボーチェック ×
3R終了 判定3-0（30-27、30-27、30-27）
第9試合 ライトヘビー級ワンマッチ 5分3R
○  ウラジミール・マティシェンコ vs.  ジェイソン・ブリルズ ×
1R 0:21 KO（左フック→パウンド）
第10試合 ライトヘビー級ワンマッチ 5分3R
○  リョート・マチダ vs.  ランディ・クートゥア ×
2R 1:05 KO（右前蹴り）
第11試合 UFC世界フェザー級タイトルマッチ 5分5R
○  ジョゼ・アルド vs.  マーク・ホーミニック ×
5R終了 判定3-0（48-45、48-46、49-46）
※アルドが初防衛に成功。
第12試合 UFC世界ウェルター級タイトルマッチ 5分5R
○  ジョルジュ・サンピエール vs.  ジェイク・シールズ ×
5R終了 判定3-0（50-45、48-47、48-47）
※サンピエールが6度目の防衛に成功。

### 各賞
ファイト・オブ・ザ・ナイト： ジョゼ・アルド vs. マーク・ホーミニック
ノックアウト・オブ・ザ・ナイト： リョート・マチダ
サブミッション・オブ・ザ・ナイト： パブロ・ガーザ
各選手にはボーナスとして129,000ドルが支給された。